# رودریگو د ویورو
رودریگو د ویورو (۱۵۶۴–۱۶۳۶) سیزدهمین فرماندار کل فیلیپین در زمان استعمار این کشور توسط اسپانیا بود. کشتی او در حال بازگشت از یک پست در فیلیپین بود که در ۳۰ سپتامبر ۱۶۰۹ در سواحل استان چیبا کنونی کشتی غرق شد.
او که از این فاجعه جان سالم به در برد، در نهایت ۱۰ ماه را در ژاپن سپری کرد، در این مدت سفرهای گسترده‌ای داشت و با شوگون برای برقراری روابط تجاری و دیپلماتیک مذاکره کرد. او همچنین گزارش مفصلی از اقامت خود نوشت.

## در ارتباط با ژاپن
در ۳۰ سپتامبر سال ۱۶۰۹ کشتی رودریگو، بنام کشتی سان فرانسیسکو در راه بازگشت به مکزیک، در نزدیکی سواحل استان چیبا در ژاپن با ۳۷۳ خدمه غرق شد اما بسیاری از سرنشینان کشتی توانستند خود را به ساحل رسانده و نجات دهند. از دو کشتی دیگر که همراه رودریگو بودند کشتی «سانتا آنا» به یکی دیگر از بندر ژاپنی به سلامت رسید اما از سوی دیگر کشتی «سن آنتونیو»، ناپدید شد. رودریگو ۹ ماه در ژاپن به سر برد و با کمک لوئیس سوتلو به‌طور گسترده با مقامات ژاپنی ملاقات کرد.
در ماه اوت ۱۶۱۰ یک کشتی توسط ویلیام آدامز (دریانورد)، بنام سان بوئنا ونتورا ساخته شد. هر چند او می‌توانست زودتر از این موعد با کشتی «سانتا آنا» ژاپن را ترک کند، اما از آنجائی که می‌خواست ۲۳ نفر ژاپنی را با خود به همراه ببرد و آنها را بدون مشکل به اسپانیای نو برساند صبر کرد. در راه بازگشت او با ۲۳ نمایندگان ژاپن، و تاناکا شوسوکه (田中 勝助) همراه بود. آنها تبدیل به اولین ژاپنی‌هایی شدند که برای عبور از اقیانوس آرام نامشان ثبت شده‌است. در این سفر همچنین یکی از کشیش‌های انجمن فرانسیسکن بنام پدر آلونسو مونوس که نماینده رسمی توکوگاوا ایه‌یاسو برای مذاکره تجاری با مقامات اسپانیایی بود، با آنان همراه شد. شوگون نیز به آنها معادل ۴۰۰۰ سکه برای انجام سفر قرض داد.
رودریگو در طول اقامت خود در ژاپن، یک پیمان‌نامه تجاری با ژاپن منعقد کرد که در آن گرفتن حق ویژه برای کشتی‌سازی اسپانیا و احداث یک پایگاه دریایی در شرق ژاپن در ازای گسترش تجارت و بهره بردن ژاپن از فن استخراج نقره در مکزیک مطرح شده بود. رودریگو همچنین نقشه‌برداری از سواحل ژاپن و آزادی برای فعالیت‌های کشیش‌های کاتولیک و اخراج هلندی‌ها را از شوگون‌سالاری توکوگاوا درخواست کرد.
لوئیس د ولاسکو، نایب السلطنه اسپانیای نو، از ۲۳ ژاپنی به‌خوبی استقبال کرد و رضایت خود را از نحوهٔ برخورد با ملوانان اسپانیایی در ژاپن بیان کرد. سپس او تصمیم گرفت برای ایجاد یک سفارت در ژاپن یک شخص کاوشگر معروف بنام سباستین ویزکینو را به این کشور اعزام کند.
سباستین ویزکینو مأمور بازگرداندن ۴۰۰۰ سکه‌ای شد که از شوگون قرض گرفته شده بود. همچنین سباستین ویزکینو در مدتی که در ژاپن بود در مورد پیدا کردن محل جزایر دارای نقره و طلا که ظاهراً در شرق ژاپن وجود داشت تحقیقی انجام داد. وی در ۲۲ مارس ۱۶۱۱ ژاپن را ترک کرد، ولی پس از غرق شدن کشتی‌اش در نهایت در سال ۱۶۱۳ با کشتی بادبانی ژاپنی ساخته شده بنام کشتی سان خوان باتیستا و همراه با هاسه‌کورا تسونه‌ناگا که اولین سفارت رسمی ژاپن را در آمریکا و اروپا احداث کرد به مکزیک بازگشت.